# Punto Rojo Libros
Punto Rojo Libros es una editorial española en lengua castellana fundada en 2004 en la ciudad de Sevilla que ofrece servicios editoriales de autoedición y coedición.

## Historia
Punto Rojo Libros fue fundada en Sevilla en el año 2004 por Iván Parrilla Rojas. Desde su creación, la editorial se especializó en la técnica de la autoedición, permitiendo a autores con escasa trayectoria publicar sus obras en formato impreso o electrónico.
En el 2013 la compañía creó una plataforma llamada Lantia Publishing, encargada de gestionar y digitalizar contenidos editoriales en diversos formatos y reconocida en 2014 con el Premio Red Herring como una de las cien empresas más innovadoras del panorama tecnológico europeo. Otros sellos creados por la empresa con el fin de abarcar diferentes temáticas literarias son Cultiva Libros, una editorial de autopublicación y Pentian, una plataforma de micromecenazgo galardonada en 2015 con el premio a la Economía Digital durante la Noche de la Economía y las Empresas organizada anualmente por la Cámara de Comercio de Sevilla.
En la actualidad su catálogo incluye más de cinco mil autores y supera los ocho mil títulos publicados.